# Mashike
Mashike (増毛町, Mashike-chō) est un bourg du district de Mashike, situé dans la sous-préfecture de Rumoi, sur l'île de Hokkaidō, au Japon.

## Géographie

### Démographie
Au 31 mars 2015, la population de Mashike s'élevait à 4 822 habitants répartis sur une superficie de 369,71 km2.

## Transport
Mashike était desservie par la ligne Rumoi de la compagnie JR Hokkaido jusqu'en décembre 2016. Il n'y a désormais plus de train circulant à Mashike.